# Vinaterías
Vinaterías är en ort i Mexiko.   Den ligger i kommunen Choix och delstaten Sinaloa, i den västra delen av landet, 1 200 km nordväst om huvudstaden Mexico City. Vinaterías ligger 525 meter över havet och antalet invånare är 104.
Terrängen runt Vinaterías är huvudsakligen kuperad. Vinaterías ligger nere i en dal. Runt Vinaterías är det mycket glesbefolkat, med 7 invånare per kvadratkilometer. Närmaste större samhälle är Agua Caliente Grande, 18,6 km väster om Vinaterías. I omgivningarna runt Vinaterías växer huvudsakligen savannskog.